# مجلس عالی (۱۲۸۸)
مجلس عالی مجمعی بود که دومین بار بعد از پناهنده شدن محمدعلی شاه به سفارت روسیه و پیروزی مشروطه‌خواهان برای انتقال قدرت از محمدعلی شاه به احمد شاه، توسط جمعی از سران مشروطه تشکیل شد که پس از چندی این مجلس منحل و هیئت مدیره‌ای برای ادارهٔ امور انقلاب مشروطه تشکیل شد. اعضای این هیئت عبارت بودند از: حسینقلی نواب، محمدولی خان تنکابنی، سردار اسعد بختیاری، مرتضی قلی خان صنیع الدوله، سید حسن تقی زاده، حسن وثوق الدوله، ابراهیم حکیم الملک، سردار محیی، صادق مستشارالدوله، میرزا سلیمان خان، حاجی سید نصرالله تقوی، و میرزا محمد علی خان تربیت.
به گفتهٔ مهدی بامداد، به دستور این هیئت مدیره، شیخ فضل الله نوری به دار آویخته شد.